# Anchemuskur, Malur
Anchemuskur là một làng thuộc tehsil Malur, huyện Kolar, bang Karnataka, Ấn Độ.